# Sven Sandahl
Sven Esaias Sandahl, född 6 juli 1904 i Ängelholm i dåvarande Kristianstads län, död 11 juli 1992 i Kista i Stockholm, var en svensk officer (överste).
Sandahl blev fänrik 1926, kapten 1937, major 1944, överstelöjtnant 1949 och överste 1952. Han blev chef för Artilleriets stridsskola (ArtSS) samma år, chef för Bodens artilleriregemente (A 8) 1955 och för Bergslagens artilleriregemente (A 9) 1959–1964. Han var lärare vid Krigshögskolan (KHS) 1942–1944 och vid Artilleriets stridsskola 1951–1952.
Sven Sandahl var från 1932 gift med Ingegärd Pålsson (1906–1996). En dotter till dem är TV-producenten Birgitta Zachrisson (född 1939).

## Utmärkelser
- Riddare av Svärdsorden, 1946.[5]
- Riddare av Vasaorden, 1949.[6]
- Kommendör av Svärdsorden, 6 juni 1956.[7]
- Kommendör av första klassen av Svärdsorden, den 4 juni 1960[8]